# میگل آلبالادخو
میگل آلبالادخو (اسپانیایی: Miguel Albaladejo‎؛ زادهٔ ۲۰ اوت ۱۹۶۶) یک کارگردان فیلم، و فیلم‌نامه‌نویس اهل اسپانیا است. او در سال ۱۹۹۸ برندهٔ جایزهٔ حلقه نویسندگان سینمایی شد.
از فیلم‌ها یا مجموعه‌های تلویزیونی که وی در آن‌ها نقش داشته‌است، می‌توان به «آسمان فراخ» و «شب اول زندگی‌ام» اشاره نمود.